# Památník Joachima Barranda
Památník Joachima Barranda ve Skryjích spravuje Muzeum T. G. M. Rakovník. Podstatná část expozice památníku je věnována francouzskému inženýrovi a paleontologovi Joachimu Barrandovi, který v okolí Skryjí objevil a popsal mnoho nových druhů prvohorních živočichů a proslavil tuto obec na Rakovnicku mezi paleontology na celém světě.

## Historie sbírky

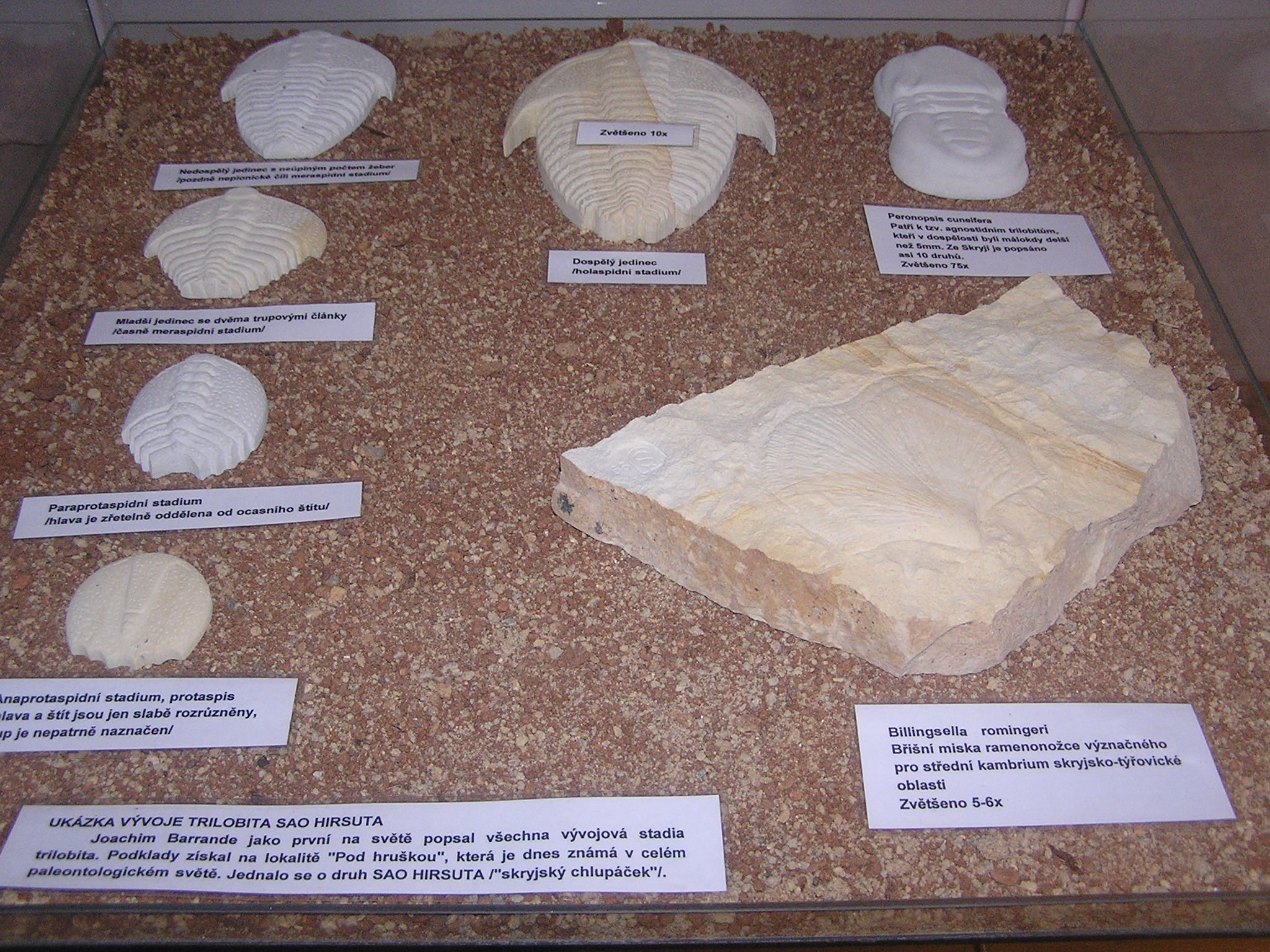
Ukázka vývoje trilobita Sao hirsuta

Po Barrandově smrti se výzkumem prvohorní fauny v okolí Skryjí zabývala řada profesionálů i amatérů (např. M. Šnajdr a A. Šindler). V hotelu A. Šindlera vznikla první veřejná expozice prvohorní fauny. Tato poměrně rozsáhlá sbírka byla později umístěna ve škole a následně se přestěhovala do budovy bývalé Kampeličky. Od roku 1986 se expozice stala součástí tehdejšího Okresního muzea v Rakovníku. V roce 1997 byla sbírka zpřístupněna v budově bývalé školy ve Skryjích.

## Paleontologická a geologická expozice
Vystavená sbírka obsahuje množství nálezů prvohorní fauny z okolí Skryjí a Týřovic i horniny typické pro skryjsko-týřovické kambrium. Zajímavostí je ukázka možného vzniku zkamenělin či model ontogenetického vývoje trilobita Sao hirsuta. Právě tento trilobit proslavil Skryje v celém světě. Významnou součástí expozice jsou vitríny s měřícími přístroji z pozůstalosti Joachima Barranda.

## Týřov známý i neznámý

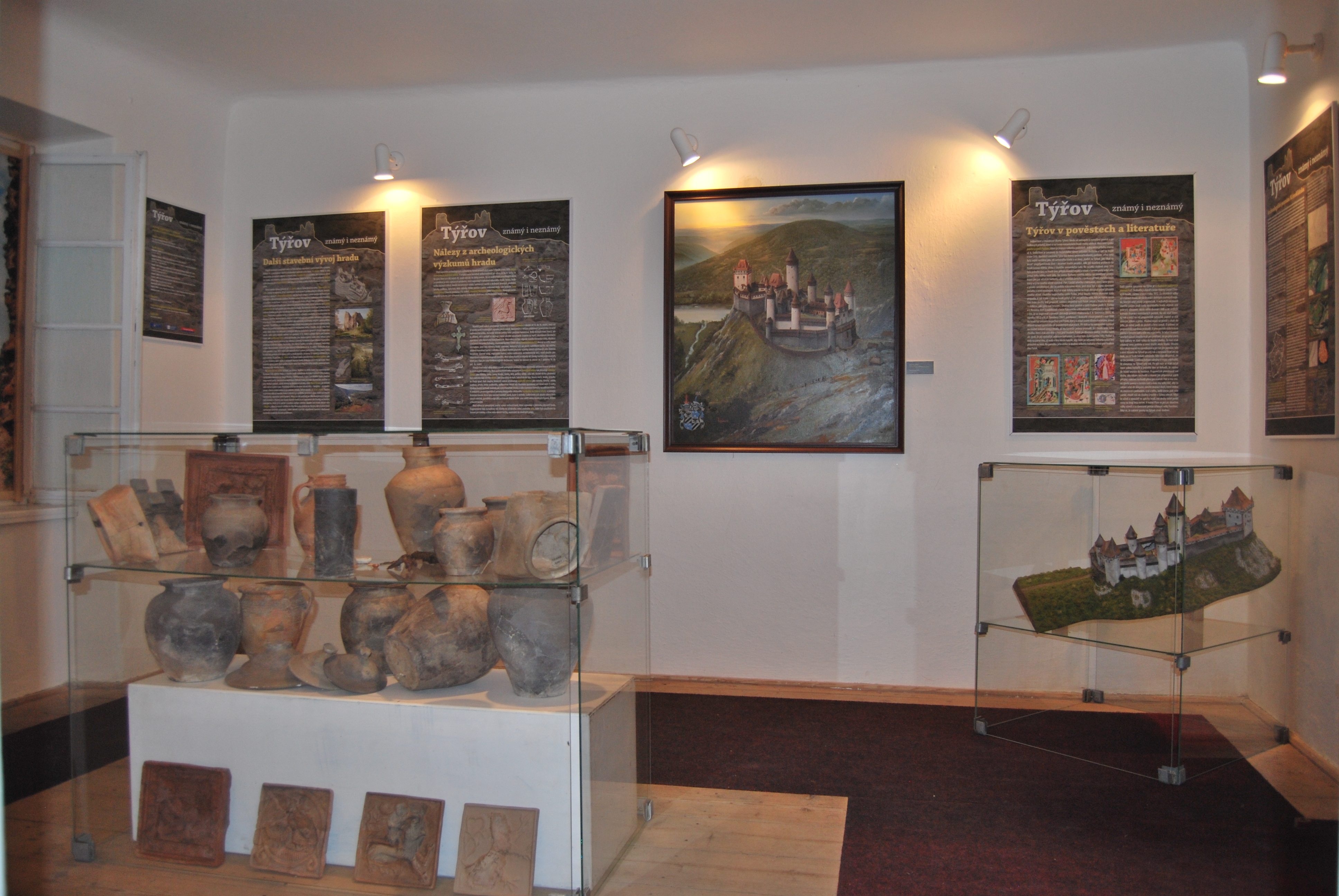
Pohled do expozice hradu Týřova

Vedle pokladny mohou návštěvníci zhlédnout expozici věnovanou hradu Týřov, která vznikla ve spolupráci rakovnického muzea a Ústavu archeologické památkové péče středních Čech. K vidění jsou originální a dosud nevystavované nálezy z hradu a jeho okolí z archeologické sbírky Muzea T. G. M. Rakovník a z archeologických výzkumů Tomáše Durdíka, mezi nimiž vynikají keramické nádoby a kamnové kachle s plastickou výzdobou, ale i drobné kovové a kostěné předměty. Expozici doplňují také architektonické prvky, obraz a trojrozměrný papírový model hradu.

## Muzeum našich prababiček

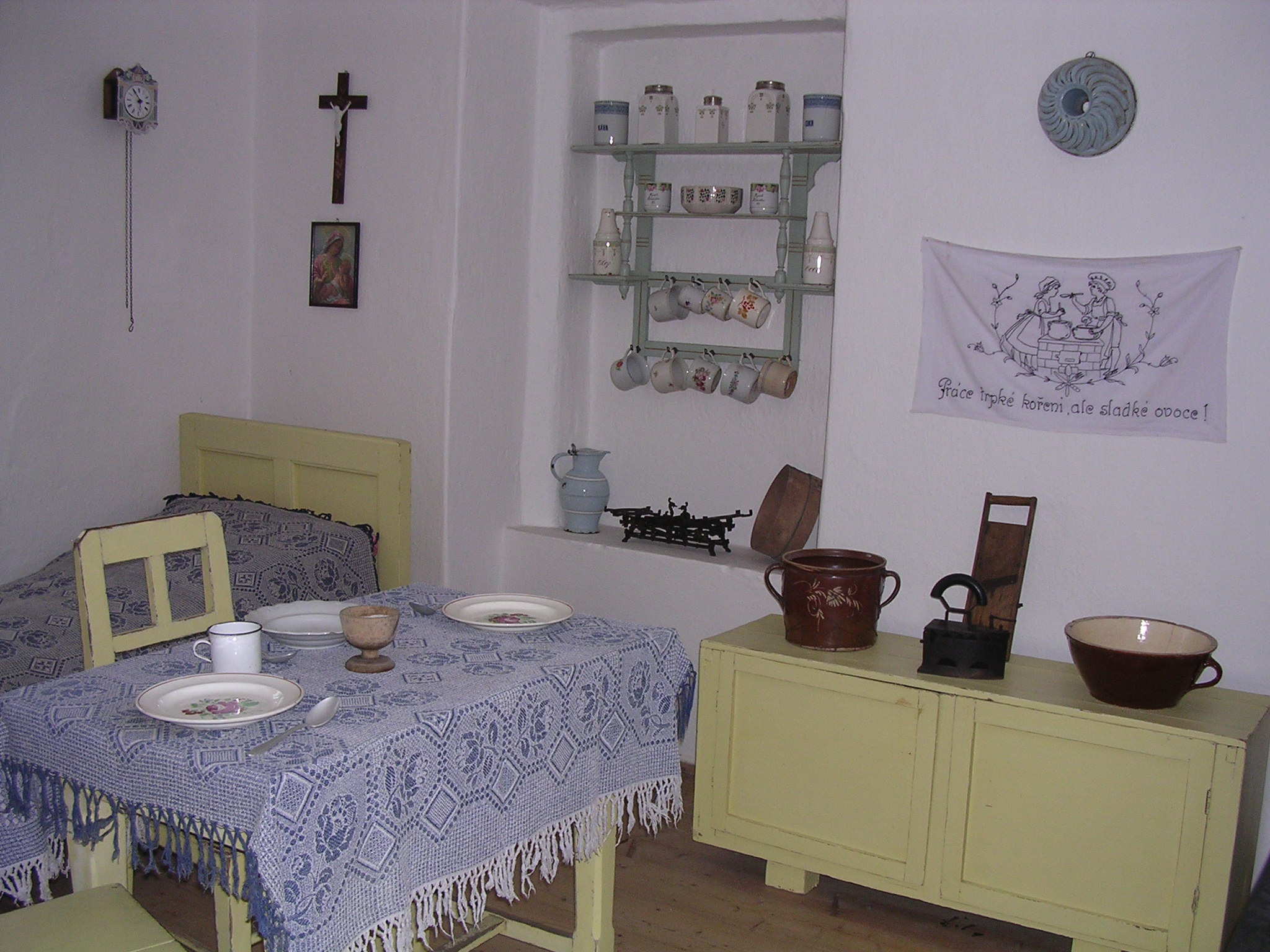
Pohled do kuchyně českých prababiček

Součástí skryjského památníku je oddíl věnovaný životu na venkově. Místnost upravená jako kuchyně představuje ukázku venkovského bydlení v první polovině 20. století. Vystavený lakovaný nábytek, plechový sporák, interierové textilie, nádobí a drobné kuchyňské náčiní pamatují naše babičky a prababičky. Fotografie venkovských roubených obytných domů i hospodářských stavení (stodoly, sýpky, špýchary) ze Skryjí a okolí s přesahem na berounský okres dokumentují ukázku lidové architektury zdejšího kraje.

## Zajímavosti
V suterénu památníku (bývalé šatlavě) je pro malé i velké návštěvníky připravena improvizovaná paleontologická lokalita, kde si každý může zkusit najít trilobita či jeho část. Každoročně v květnu se koná turistický pochod s názvem Barrande a trilobit ve spolupráci Muzea T. G. M. Rakovník a Klubu českých turistů Rakovník. Významnými pomocníky jsou Záchranná stanice pro zraněné živočichy AVES Kladno, Dům dětí a mládeže Rakovník a Informační a vzdělávací středisko LČR Křivoklát. Start je na třech různých místech a společný cíl ve Skryjích. Na trase je pro děti připraven znalostní test formou otázek, v cíli pak zábavné soutěže, táborák a hlavně vyhlášení znalostní soutěže. První tři výherci dostávají tradičně velký dort (výrobek Integrované střední školy a učiliště Jesenice). Pro ostatní účastníky jsou vždy připraveny alespoň drobné odměny.